# Centre (Haiti)
 For alternative betydninger, se Centre. (Se også artikler, som begynder med Centre)
Centre (haitisk kreol: Sant) er en af de 10 provinser (département) i Haiti. Hovedbyen er Hinche. Provinsen har 564 200 indbyggere (2002) og et areal på 3 675 km². Den grænser op til provinserne Artibonite, Nord, Nord-Est, Ouest og til den Dominikanske Republik.

## Administrativ inddeling
Provinsen er inddelt i fire arrondissementer (arrondissements) som hver er inddelt i 12
kommuner (communes).
- Cerca-la-Source
  1. Cerca-la-Source
  2. Thomassique
- Hinche
  1. Hinche
  2. Cerca-Cavajal
  3. Maïssade
  4. Thomonde
- Lascahobas
  1. Lascahobas
  2. Belladère
  3. Savanette
- Mirebalais
  1. Mirebalais
  2. Saut-d'Eau
  3. Boucan-Carré

19°N 72°V / 19°N 72°V
|  | Infoboks uden skabelon Denne artikel har en infoboks dannet af en tabel eller tilsvarende. |